# 瓦爾特·克里維茨基
瓦尔特·格尔马诺维奇·克里维茨基（俄语：Ва́льтер Ге́рманович Криви́цкий，1899年6月28日—1941年2月10日），真名萨穆伊尔·格尔舍维奇·金兹堡（俄语：Самуил Ге́ршевич Ги́нзберг），苏联国家安全机构人员，“大清洗时期”逃亡法国，后赴美国。1941年，在酒店离奇死亡。

## 著作
- 《In Stalin’s secret service》（1939年）